# Брага, Сония
Сония Бра́га (порт. Sônia Braga, род. 8 июня 1950) — бразильская и американская актриса, трижды номинант на премию «Золотой глобус».

## Биография

### Карьера
Соня Брага пятая из семи детей в семье. В детском возрасте она переехала вместе с ними в Сан-Паулу. Когда ей было всего восемь лет, умер её отец.
До успешных проб в 1969 году на роль в бразильской версии спектакля «Волосы» (Hair), Соне Брага пришлось «попрактиковаться» секретарём и рецепционисткой. В 1970 году она снялась в нескольких кинофильмах, в своём первом телесериале телеканала «Глобу» — «Братья кураж» (с Тарсизиу Мейрой и Режиной Дуарте в главных ролях). В 1972 году исполняет одну из ролей в бразильской версии известной детской телепередачи «Улица Сезам».
Популярность в Бразилии и статус национального секс-символа ей принесла главная роль в телесериале 1975 года режиссёра Валтера Аванчини по роману Жоржи Амаду «Габриэла». Её партнёрами по сериалу были известные бразильские актёры Армандо Богуш, Паулу Грасинду и Жозе Вилкер. Кинофильм 1983 года режиссёра Бруну Баррету «Габриэла, корица и гвоздика» (киноверсия телесериала), где её партнёром стал Марчелло Мастроянни, успеха сериала не повторил.
Романы Жоржи Амаду легли в основу сценария ещё двух кинолент, в которых Соня Брага исполнила заглавные роли: «Дона Флор и два её мужа» и «Тиета из Агресте».
Фильм «Дона Флор и два её мужа», ставший одним из рекордсменов кинопроката в Бразилии за всё время существования кино, принёс ей мировую известность. В фильме режиссёра Карлоса Диегеша 1996 года «Тиета из Агресте» она была также продюсером.
В 1978 году она исполнила главную роль в популярном телесериале «Dancin' Days», её партнёрами стали Антонио Фагундес и юная Глория Пирес, чей талант был открыт в этом сериале.
Последней полноценной работой в бразильском телесериале стало её участие в телесериале «Chega mais» 1979 года. В следующий раз на телевидении она появилась спустя 30 лет в телесериале «Власть желания».
Американская карьера актрисы началась после участия в 1985 году в успешно принятом критикой фильме режиссёра Эктора Бабенко «Поцелуй женщины-паука», где она исполнила три разных роли. Среди её американских работ стоит отметить фильмы «Война на бобовом поле Милагро» (1988), «Новичок» (1990), «Глаза ангела» (2001). В телесериале «Секс в большом городе» в 2001 году исполнила роль Марии, лесбийской подружки Саманты Джонс.
В 2006 году она принимала участие в бразильском телесериале «Страницы жизни». В следующем году вместе с Луселией Сантуш снялась в бразильской версии телесериала «Отчаянные домохозяйки», после чего вернулась в США.

### Личная жизнь
Соня Брага не была замужем. Известны её романтические связи с Робертом Редфордом, Клинтом Иствудом, Шику Буарки, Пеле, Патриком Мэтини.
Её брат Жулиу Брага и сестра Ана Мария Брага — актёры, другой брат Элиу Брага — художник. Соня Брага — тётя Алисе Брага, звезды фильмов «Город Бога» и «Я — легенда».

## Избранная фильмография
| - 2024 — Омен. Первое знамение - 2022 — Моя пиратская свадьба - 2020 — Явление - 2019 — Дальше некуда - 2019 — Бакурау - 2017 — Чудо - 2016 — Водолей - 2013 — Вино лета - 2013 — Вмешательство мамы - 2007 — Пограничный городок - 2005 — Самый горячий штат - 2005 — Школа бальных танцев и шарма Мэрилин Хотчкисс - 2004 — Море снов - 2004 — Амалию предали - 2003 — Scene Stealers - 2003 — Тестостерон - 2001 — Посмертные воспоминания - 2001 — Парфюм - 2001 — Глаза ангела - 2001 — Судья - 2000 — От заката до рассвета 3: Дочь палача - 1997 — Денежные игры - 1996 — Тиета из Агресте - 1995 — Двойная смерть - 1994 — Огненный сезон - 1991 — Последняя проститутка - 1990 — Новичок - 1988 — Война на бобовом поле Милагро - 1988 — Луна над Парадором - 1987 — Человек, разорвавший 1000 цепей - 1985 — Поцелуй женщины-паука - 1983 — Габриэла, корица и гвоздика - 1981 — Я тебя люблю - 1978 — Дама из автобуса - 1976 — Дона Флор и два её мужа - 1975 — Пара - 1973 — Mestiça, a Escrava Indomável - 1971 — Капитан Бандейра против доктора Моура Бразил - 1970 — Клео и Даниэль - 1970 — Смуглянка - 1968 — Бандит красных фонарей | - 2017 — Люк Кейдж….Соледад Тэмпл - 2015 — Проклятие женщин Фуэнтес….Оркидия Фуэнтес - 2014 — Дорогой доктор….Лорена Коррейя - 2014 — Хранилище 13….Алисия - 2011 — Пощёчины и поцелуи….Эло Сикейра - 2010 — Девушки Рио….Жулия - 2007 — Отчаянные домохозяйки …. Алиси Монтейру - 2006 — Страницы жизни …. Тония Вернек - 2005 — Говорящая с призраками …. Эстела де ла Коста - 2005 — Шпионка….София Варгас/Елена Деревко - 2005 — C.S.I.: Место преступления Майами …. Марта Круз - 2003 — Закон и порядок …. Хелен - 2002 — Империя - 2002 — Джордж Лопез…. Эмилина Палмеро - 2002 — Американская семья …. Берта Гонсалес - 2001 — Секс в большом городе …. Мария - 2000 — Семейный закон…. Беатрис Вальдез - 1999 — Власть желания …. Баронесса Элена Собрал - 1995 — Улицы Ларедо …. Мария Гарса - 1992 — Байки из склепа …. Софи Вагнер - 1986 — Шоу Косби…. Анна Мария Вестлейк - 1980 — С меня довольно …. Желли - 1978 — Танцевальный марафон….Жулия ди Соуза Матос - 1977 — Волшебное зеркало ….Синтия Леви - 1976 — Saramandaia …. Марсина - 1975 — Габриэла …. Габриэла - 1974 — Огонь по земле …. Бриса - 1972 — Каменный лес …. Флавиа - 1970 — Братья Коражень …. Лидия Сикейра |

## Премии
- 1981 — золотой «Кикито» на фестивале в Грамадо — лучшая актриса (фильм «Я тебя люблю»)
- 2001 — золотой «Кикито» на фестивале в Грамадо — лучшая актриса (фильм «Посмертные воспоминания»)